# I difensori della Terra
I difensori della Terra (Defenders of the Earth) è una serie televisiva a cartoni animati prodotta nel 1986 da Marvel Productions e King Features Entertainment, in collaborazione con Toei Animation, composta da 65 episodi. È una serie avventurosa fantascientifica ispirata ai personaggi di tre strisce a fumetti distribuite dalla King Features Syndicate: Flash Gordon, l'Uomo mascherato e Mandrake il mago.

## Trama
Nell'anno 2015, Flash Gordon e suo figlio Rick Gordon scapparono dallo spietato Ming e dal pianeta che tiraneggiava, Mongo, oramai esaurito delle sue risorse. Ming allora decise d'invadere la terra con la sua armata, ma a baluardo vi erano degli eroi: Phantom, Mandrake e il suo assistente Lothar. I quattro difesero il pianeta aiutati dalla loro progenie: oltre a Rick, Jedda (figlia di Phantom), Kshin (figlio adottivo e apprendista di Mandrake) e Lothar jr. (figlio di Lothar).

## Personaggi principali
- Flash Gordon - Voce originale: Lou Richards, voce italiana: Marco Balzarotti.
- Rick Gordon - Voce originale: Loren Lester
- Phantom - qui è in grado di usare mezzi soprannaturali per acquisire forza e velocità accresciute, pronunciando l'incantesimo: "Io, figlio della giungla, chiedo che mi venga data la forza di 10 tigri."
- Jedda -
- Mandrake - Voce originale: Peter Renaday, voce italiana: Augusto Di Bono.
- Kshin  -
- Principe Crotan - Voce originale: Hal Rayle.
- Lothar - Voce originale: Buster Jones, voce italiana:
- Lothar jr. -
- Ming - Voce italiana: Orlando Mezzabotta.
- Octon -
- Garax -
- Mongor -
- Kurt Walker -
- Hadea -
- Narratore - Voce italiana: Grazia Migneco

## Lista episodi
1. Escape from Mongo
2. The Creation of Monitor
3. A Demon in His Pocket
4. A House Divided
5. Bits and Chips
6. The Root of Evil
7. Cold War
8. The Sleeper Awakers
9. The Revenge of Astra
10. The Hall of Wisdom
11. The Mind Warriors (Part 1)
12. The Mind Warriors (Part 2)
13. The Lost Jewels of Tibet
14. The Evil of Doctor Dark
15. Diamonds Are Ming's Best Friends
16. The Men of Frost
17. Battleground
18. The Panther Peril
19. Fury of the Deep
20. Family Reunion
21. The Defense Never Rests
22. Like Father, Like Daughter
23. The Would Be Defender
24. Doorways into Darkness
25. Deal with the Devil
26. Terror in Time
27. Ming's Household Help
28. The Starboy
29. The Gods Awake
30. The Ghost Walks Again
31. The Book of Mysteries
32. The Future Comes But Once
33. Kshin and the Ghost Ship
34. The Carnival of Dr. Kalihari
35. The Mystery of the Book
36. Flash Times Four
37. The Frozen Heart
38. Rick Gordon, One Man Army
39. The Rites of Zesnan
40. Audie the Tweak
41. Return of the Sky Band
42. Dracula's Potion
43. One of the Guys
44. 100 Proof Highway
45. The Time Freezer
46. The Prince Makes His Move
47. Prince Triumphant
48. The Prince Weds
49. The Prince's Royal Hunt
50. The Prince Is Dethroned
51. Lothar's Homecoming
52. Suspended Sabotage
53. The Call of the Eternals
54. The Return of Doctor Dark
55. The Deadliest Battle
56. The Necklace of Oros
57. Torn Space
58. Ming Winter
59. The Golden Queen (Part 1)
60. The Golden Queen (Part 2)
61. Flesh and Blood
62. Drowning World
63. The Adoption of Kshin
64. Street Smarts
65. Ming's Thunder Lizards

## Altri media
Nel 1987 Star Comics, un marchio di Marvel Comics, pubblicò una serie di fumetti tratta dal cartone, che durò solo 4 numeri, di cui il primo scritto da Stan Lee.
Nel 1990 uscì il videogioco Defenders of the Earth per diversi home computer.